# Alpuri
Alpuri är en ort i den pakistanska provinsen Khyber Pakhtunkhwa. Den är huvudort för distriktet Shangla, och folkmängden uppgick till cirka 10 000 invånare vid folkräkningen 2017.